# 伯斯菲倫山
46°58′2″N 8°56′45″E / 46.96722°N 8.94583°E

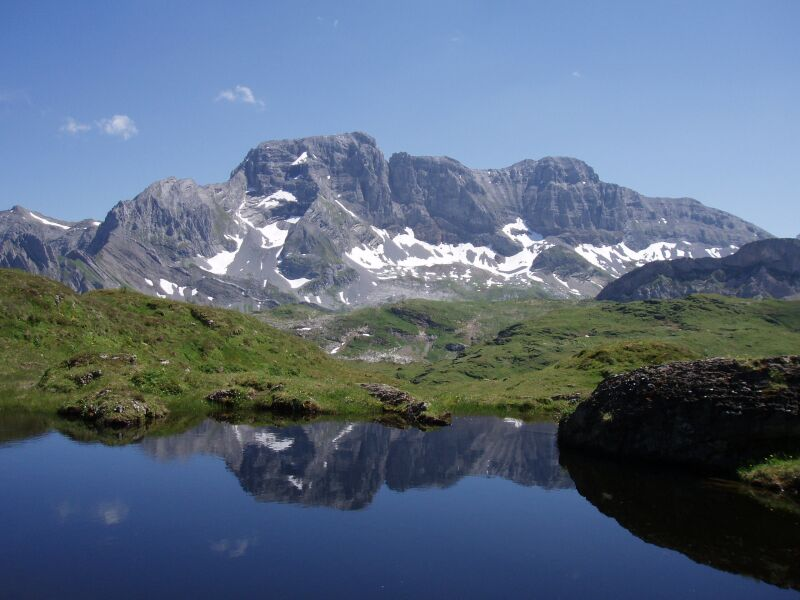

伯斯菲倫山（Bös Fulen），是瑞士的山峰，位於該國中部，處於施維茨州和格拉魯斯州接壤的邊界，屬於施維茨阿爾卑斯山脈的一部分，海拔高度2,802米。

## 外部連結
- Bös Fulen on Hikr（页面存档备份，存于）